# Драганов, Асен
Асе́н Драга́нов (болг. Асен Драганов; настоящее имя — Кра́стан Бори́сов Сте́фанов (болг. Кръстан Борисов Стефанов); 14 сентября 1924, Ловеч — 8 ноября 1943, Ровно) — болгарский военнослужащий, участвовавший в битве за Москву в период Великой Отечественной войны.

## Биография
Крастан Борисов Стефанов родился 14 сентября 1924 года в Ловече в семье революционеров. Начальное образование получил в родном городе.
В 1933 году его отец после длительного тюремного заключения по решению Болгарской коммунистической партии вместе с семьёй эмигрировал в СССР. В 1939 году стал членом ВЛКСМ. В период с 1940 по 1941 год являлся секретарём комсомольской организации московской школы № 175.

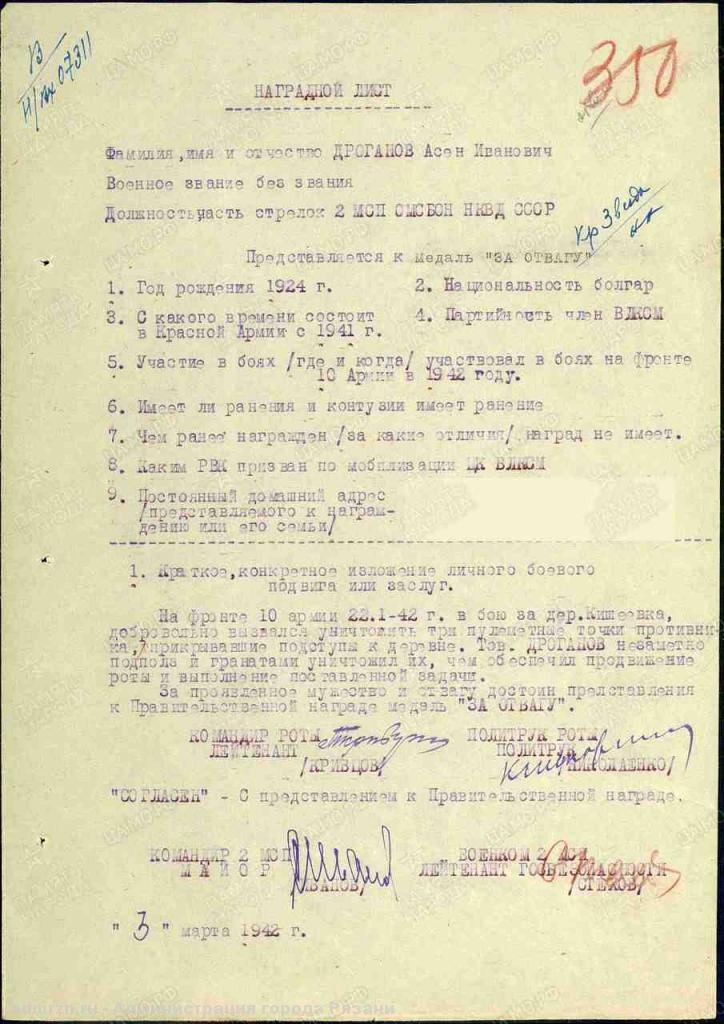
Наградной лист Асена Драганова 3 марта 1942 года

В 1941 году окончил среднюю школу. Был активным спортсменом. После окончания школы мечтал поступить в авиационный институт, но началась Великая Отечественная война. 17-летним добровольцем ушёл добровольцем в Красную армию под именем Асен Борисов Драганов. Воевал в отряде специального назначения. В составе 2-го полка Отдельной бригады специального назначения принимал участие в боевых действиях в немецком тылу и обороне Москвы.
25 февраля 1942 года был ранен в сражениях за Москву. После выздоровления прыгал с парашютом и принимал участие в боях партизанского отряда «Победители» под командованием Героя Советского Союза Дмитрия Николаевича Медведева.
Погиб в бою 8 ноября 1943 года под Ровно. Награждён орденом Красной Звезды, орденом Отечественной войны I степени (посмертно).
Покровитель средней спортивной школы в Ловече. На Аллее болгаро-российской дружбы в Ловече в честь него установлена мемориальная доска.